# Orlando Stadium (1959–2006)
Orlando Stadium – nieistniejący już wielofunkcyjny stadion w Soweto, w aglomeracji Johannesburga, w Republice Południowej Afryki.

## Charakterystyka
Istniał w latach 1959–2006. Mógł pomieścić 24 000 widzów. W latach 2006–2008 w jego miejscu wybudowano nowy, typowo piłkarski stadion mogący pomieścić 40 000 widzów.
Budowa stadionu rozpoczęła się w 1958 roku, a jego otwarcie miało miejsce 2 maja 1959 roku. Obiekt był areną domową piłkarzy klubu Orlando Pirates, ale przez lata był również wykorzystywany przez inne kluby, m.in. Moroka Swallows i Kaizer Chiefs.
16 czerwca 1976 roku tłumy uczniów zorganizowały się w Soweto w celu przeprowadzenia marszu protestacyjnego przeciwko nauczaniu przedmiotów w szkołach w języku afrikaans. Uczniowie mieli spotkać się pod Orlando Stadium, skąd miał ruszyć główny marsz. Maszerującym uczniom drogę zagrodziła jednak policja, która zaczęła strzelać do demonstrujących. Manifestacja przerodziła się w zamieszki, które dały początek wydarzeniom określanym jako powstanie w Soweto.
3 maja 2006 roku, dzień po 47. rocznicy istnienia stadionu został on przekazany do rozbiórki. Po dekonstrukcji w jego miejscu ruszyła budowa nowego, typowo piłkarskiego obiektu mogącego pomieścić 40 000 widzów. Jego inauguracja miała miejsce 22 listopada 2008 roku.